# Galiteuthis phyllura
Galiteuthis phyllura  (лат.) — вид кальмаров рода Galiteuthis семейства Кранхииды (Cranchiidae), самый крупный вид рода.

## История изучения
В 1984 году на советском траулере «Новульяновск» были выловлены части гигантского экземпляра G. phyllura с глубины 1000—1300 м в Охотском море. Основываясь на образце, который состоял из руки длиной 40 см и щупальца длиной 115 см, Кир Несис оценил длину мантии в 265—275 см, а общую длину кальмара более 4 м. Это могло означать, что G. phyllura является вторым по величине видом кальмаров по длине мантии, после антарктического гигантского кальмара (Mesonychoteuthis hamiltoni), и даже больше, чем представители рода гигантские кальмары (Architeuthis). Однако биолог добавил, что «из-за его узкого тела мы заключаем, что его масса неизменно ниже, чем у других крупных кальмаров».
Типовой образец G. phyllura был собран в заливе Монтерей (Калифорния), и хранится в Национальном музее естественной истории (Вашингтон).

## Ареал
Обитает в Тихом океане. Ареал G. phyllura простирается от Нижней Калифорнии (Мексика) до Берингова моря и северной Японии.

## Защитное поведение
При появлении опасности кальмар наполняет мантию водой и выделяет чернила в мантийную полость, превращаясь из почти прозрачного кальмара в очень тёмного.